# Sword Art Online: Hollow Fragment
A Sword Art Online: Hollow Fragment (ソードアート・オンライン －ホロウ・フラグメント－) egy akció-szerepjáték, amely a Sword Art Online light novel-sorozaton alapul. A Hollow Fragment a sorozat második videójátéka, az első a 2013-ban PlayStation Portable kézikonzolra megjelent Sword Art Online: Infinity Moment. A játék 2014. április 23-án jelent meg Japánban, míg Észak-Amerikában 2014 augusztus 19-én.

## Játékmenet
A játékban több, mint száz betoborozható szereplő van, akik közül a játékos kiválaszthatja, hogy melyikkel vág neki a játék kazamatáinak. A Hollow Fragment játékmenete egyesíti az MMORPG-k, illetve a randiszimulátorok elemeit, ugyan az előbbit csak szimulált módon, mivel maga a játék nem játszható interneten.

## Történet
A Hollow Fragment a sorozat előző játékának, a Sword Art Online: Infinity Moment világában játszódik, ami a Sword Art Online anime cselekményének alternatív történetvonala. A játékos a Kirito nevű főhőst irányíthatja, aki egy MMORPG-ben ragadt, ahol ha meghal, akkor a való világában is hasonló sorsa jut.

## Fejlesztés
A játék 2014. április 23-án jelent meg Japánban. Ebben a hónapban bejelentették, hogy a játék hivatalos angol nyelvű fordítást kap, ami 2014 harmadik negyedévében fog megjelenni Észak-Amerikában. Az angol nyelvű kiadás ellentétben a japánnal kizárólag digitális letöltés formájában lesz elérhető, viszont mellékelik hozzá a korábban angol nyelven nem megjelent Sword Art Online: Infinity Moment nagyfelbontású portját. Később azt is bejelentették, hogy a játék egy tartalomfrissítés formájában további 30 óra játékidőt kap. A frissítésben új területek, játékmenetbéli elemek és ruhák is lesznek.

## Fogadtatás és eladások
A játékból 145 029 dobozos példány kelt el megjelenésének hetében Japánban, ezzel vezetve a szigetország eladási listáját, valamint az elődjét is sikerült valamelyest túlszárnyalnia, mivel az Infinity Momentből 138 180 példány kelt el.

## Fordítás
- Ez a szócikk részben vagy egészben  a   Sword Art Online: Hollow Fragment című angol Wikipédia-szócikk ezen változatának fordításán alapul.  Az eredeti cikk szerkesztőit annak laptörténete sorolja fel. Ez a jelzés csupán a megfogalmazás eredetét és a szerzői jogokat jelzi, nem szolgál a cikkben szereplő információk forrásmegjelöléseként.